# The Casements
The Casements es una mansión en Ormond Beach, Florida (Estados Unidos). Es famosa por haber sido la residencia de invierno del magnate petrolero estadounidense John D. Rockefeller. Actualmente es propiedad de la ciudad de Ormond Beach y se utiliza como centro cultural y parque. Está ubicado en una isla barrera dentro de los límites de la ciudad, con vista al río Halifax, que ahora forma parte del Canal Intracostero de Florida.

## Historia
La mansión fue construida en 1914 por el Harwood Huntington de New Haven. Recibió su nombre por las muchas ventanas abatibles incorporadas en el diseño del edificio, que ayudaron a mantener fresco el interior a pesar del clima subtropical de Florida.

### La era Rockefeller
Su residente más famoso, John D. Rockefeller, compró la casa como residencia de invierno en 1918. Rockefeller tenía setenta y ocho años cuando se mudó a Casements. Se hizo conocido en la zona por sus elaboradas fiestas navideñas, su amor por el golf y por repartir monedas de diez centavos a sus vecinos o visitantes. Durante un juego de golf con Harvey Firestone, el magnate de los neumáticos hizo un tiro tan bueno que Rockefeller decidió que se merecía un centavo y le entregó uno a su invitado algo avergonzado.
A lo largo de los años, Eduardo VIII, Henry Ford y Will Rogers visitaron a Rockefeller en The Casements; Rogers bromeó una vez: "Me alegro de que haya ganado (en el golf) hoy, Sr. Rockefeller. ¡La última vez que perdiste, el precio de la gasolina subió! "

Los invitados de The Casements recibieron un poema junto con su nueva moneda de diez centavos. Se cree que fue escrito por Rockefeller:
Desde muy temprano me enseñaron a trabajar además de jugar; Mi vida ha sido una larga y feliz fiesta, llena de trabajo y de diversión, dejé de preocuparme por el camino, y Dios fue bueno conmigo todos los días.
Fue en esta casa donde Rockefeller finalmente murió mientras dormía la mañana del 23 de mayo de 1937. La familia Rockefeller vendió The Casements en 1941.

### Años recientes
Durante los siguientes 20 años, The Casements sirvió como escuela preparatoria para niñas y como ancianato. En 1959 la propiedad fue comprada por Hotel Ormond Corporation con planes de desarrollo, pero esos planes nunca se materializaron. En 1972, The Casements fue incluida en el Registro Nacional de Lugares Históricos. Al año siguiente, fue comprada por la ciudad de Ormond Beach, que finalmente la restauró para que sirviera como centro cultural y comunitario.
En 2009, The Casements se sometió a un proyecto de renovación de 1,1 millones de dólares.

## Los jardines
Los jardines de The Casements son una auténtica restauración de un jardín de 8010 m² a lo largo de la ribera del río Halifax que perteneció a John D. Rockefeller Sr. a principios del siglo XX. Los jardines cuentan con árboles de cítricos, un gran paseo, arroyos y pequeños puentes y una variedad de exhibiciones de flores de temporada durante el año.

## Galería

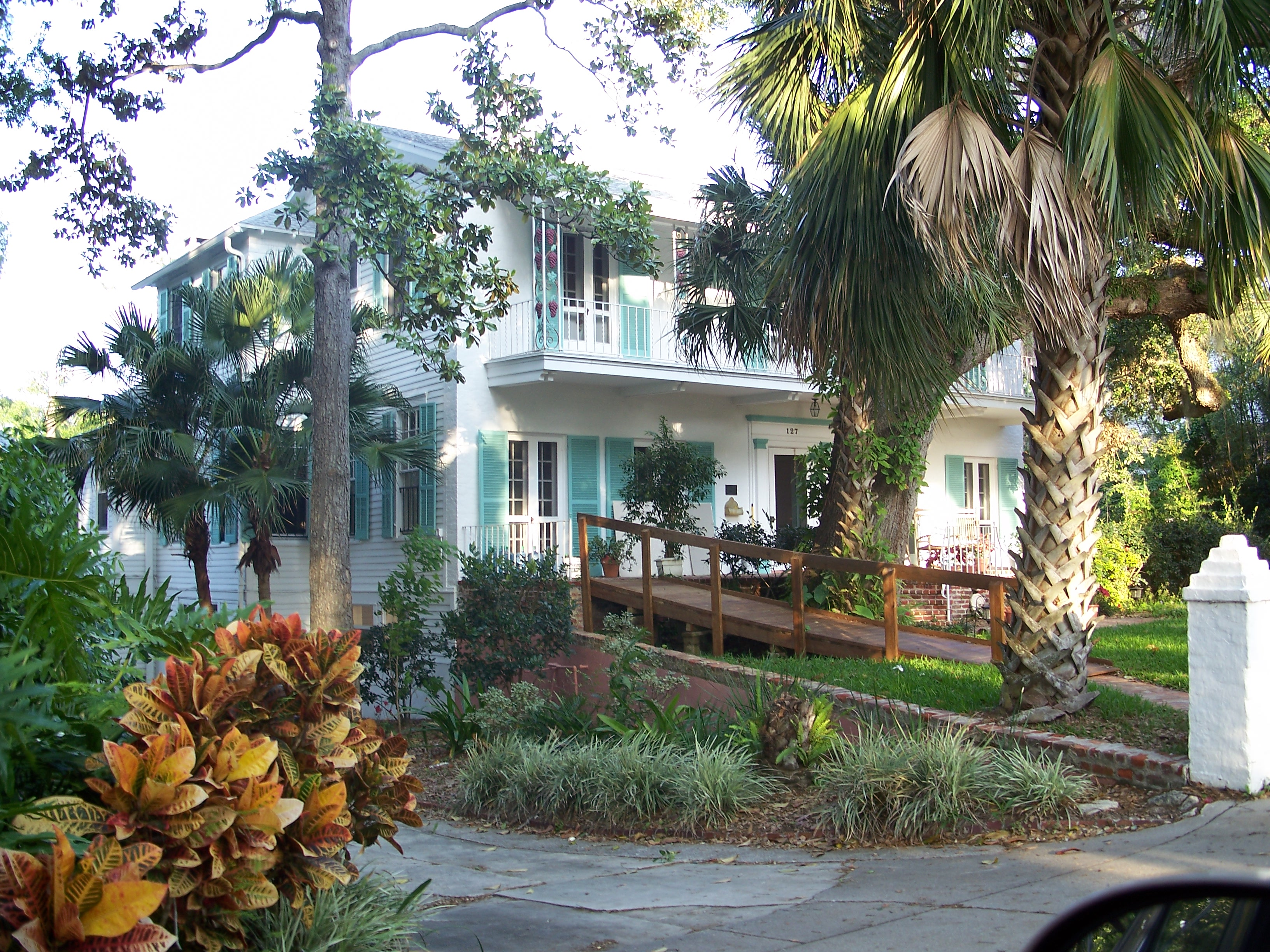
Entrada
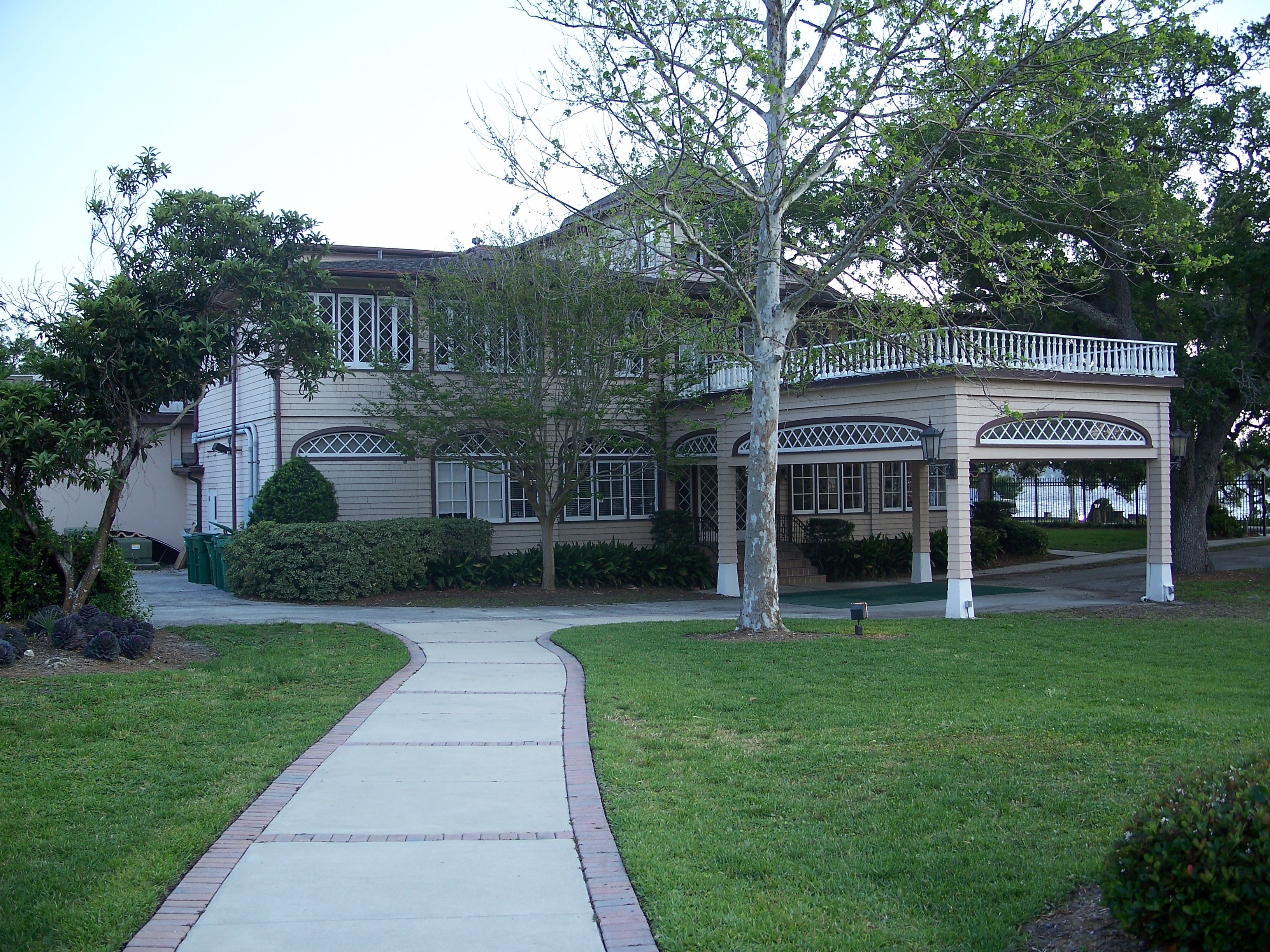
Jardines
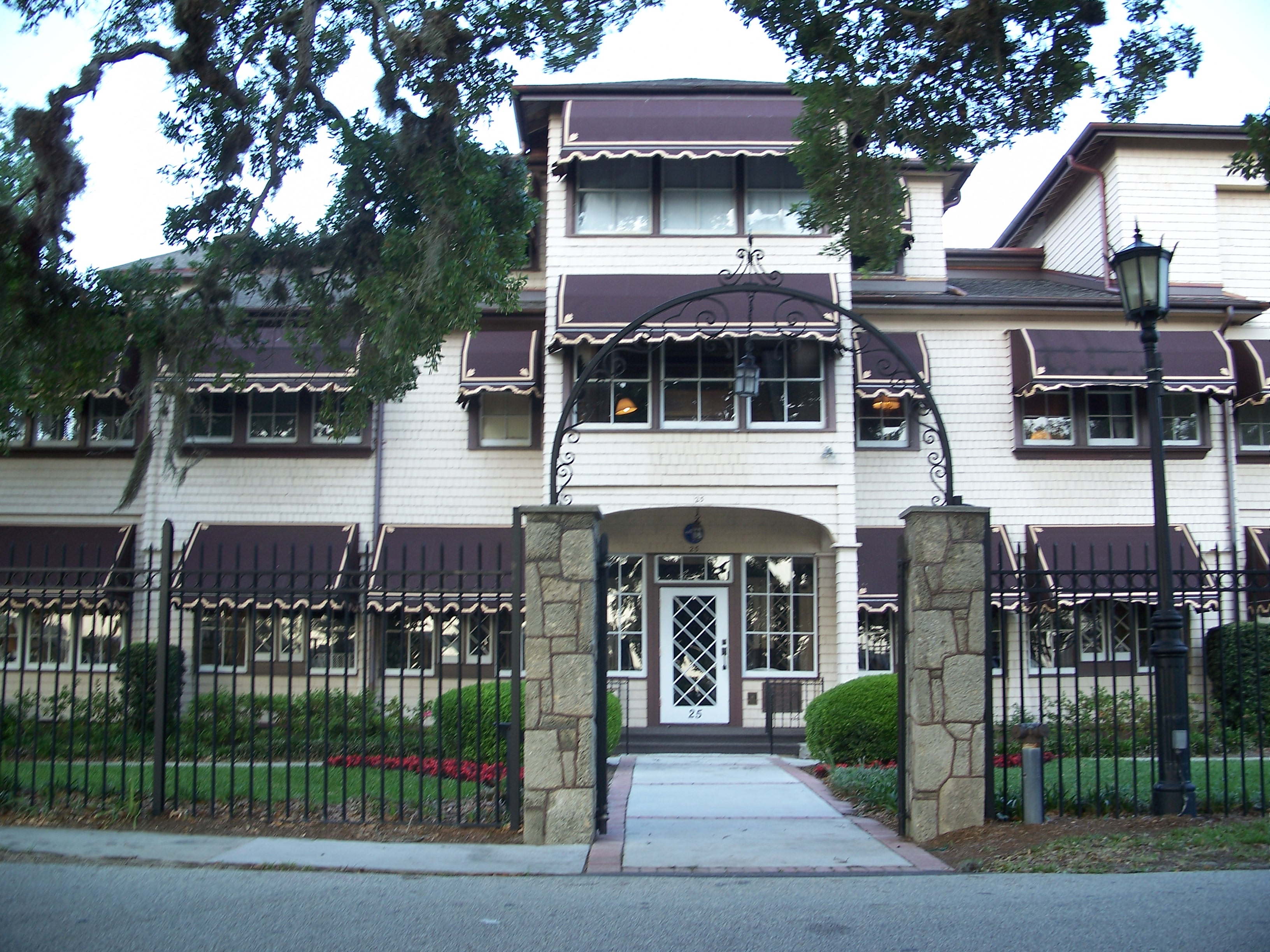
Desde la calle
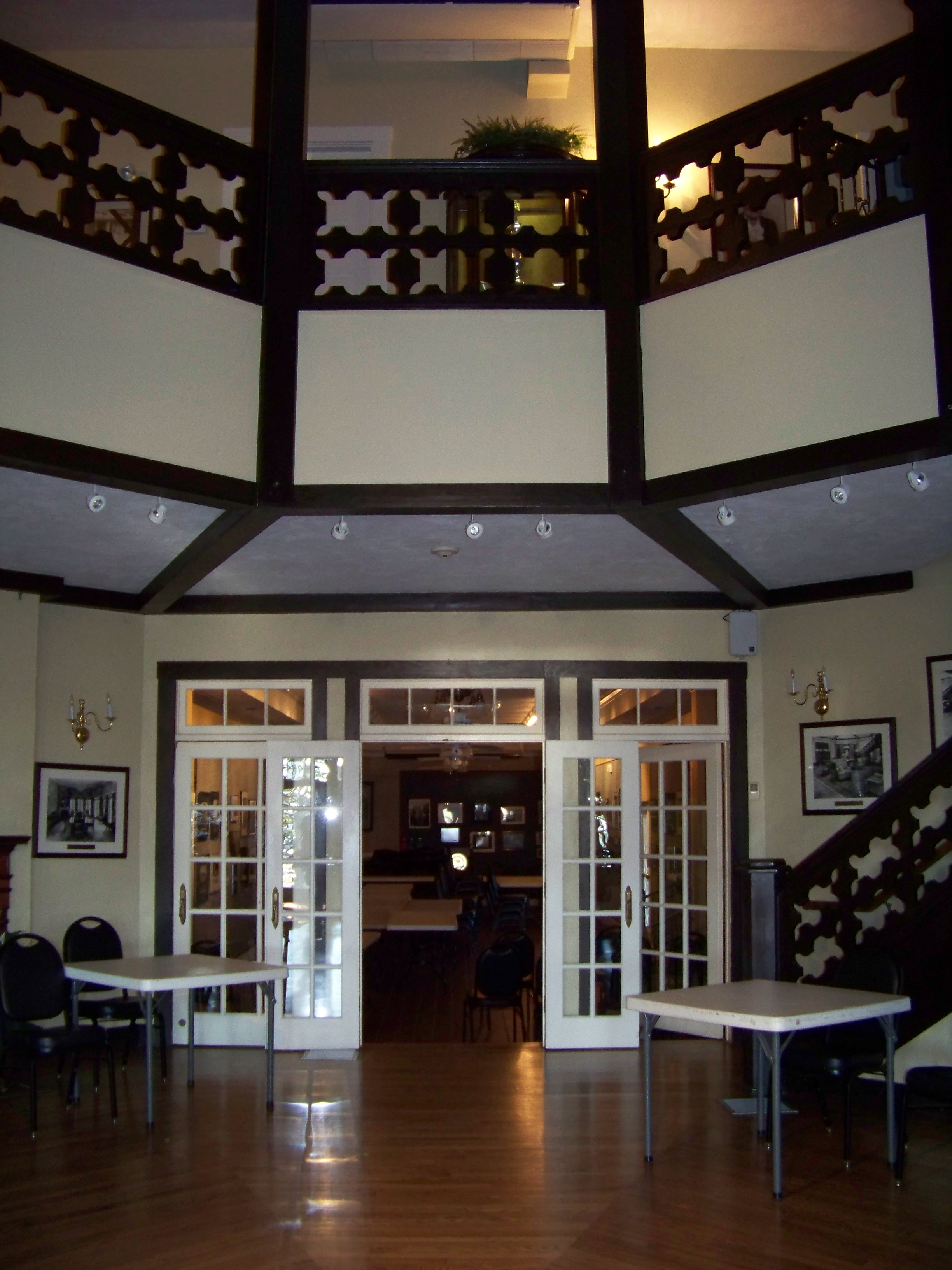
Sala de estar central
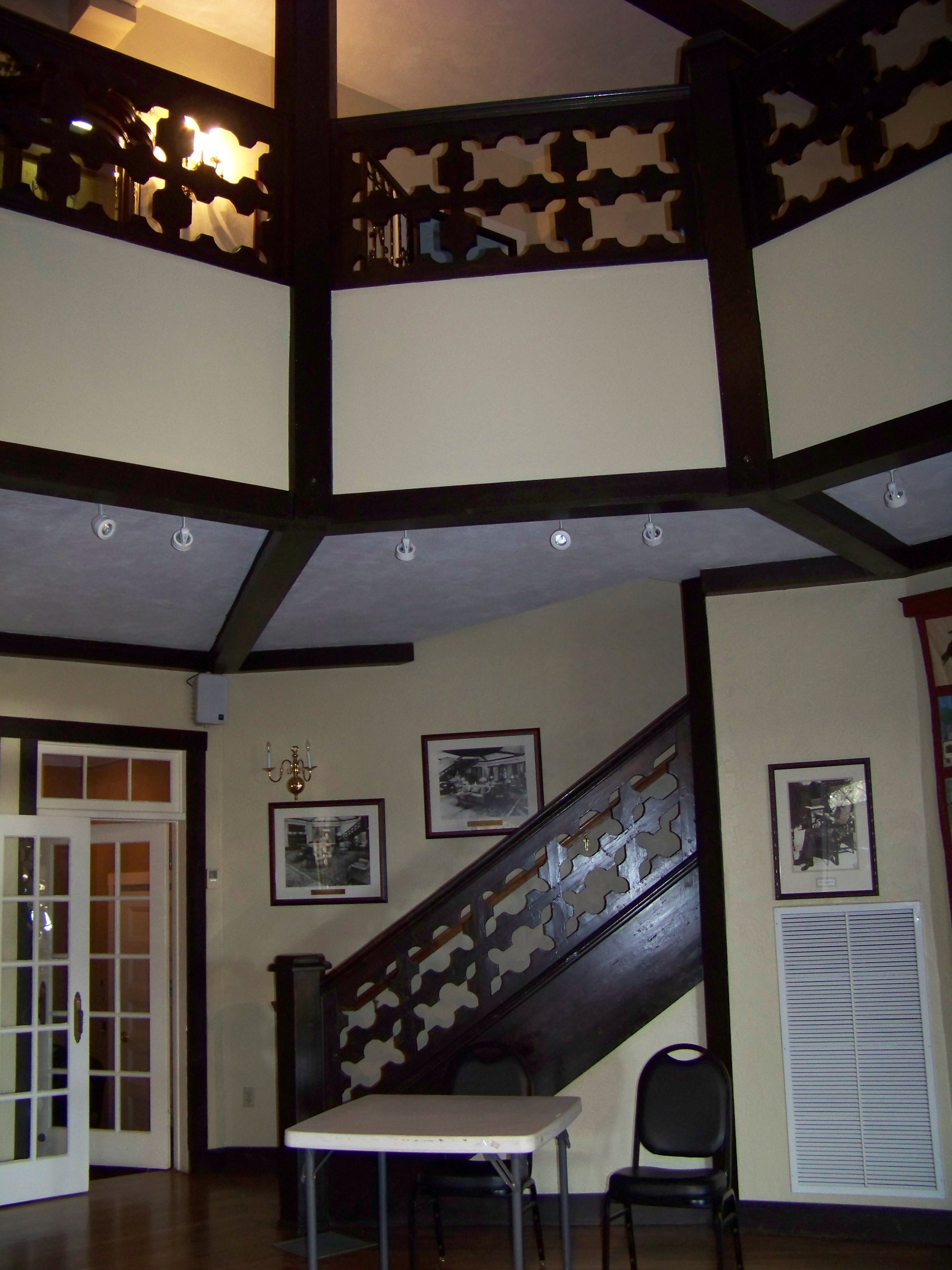
Escalera al segundo nivel
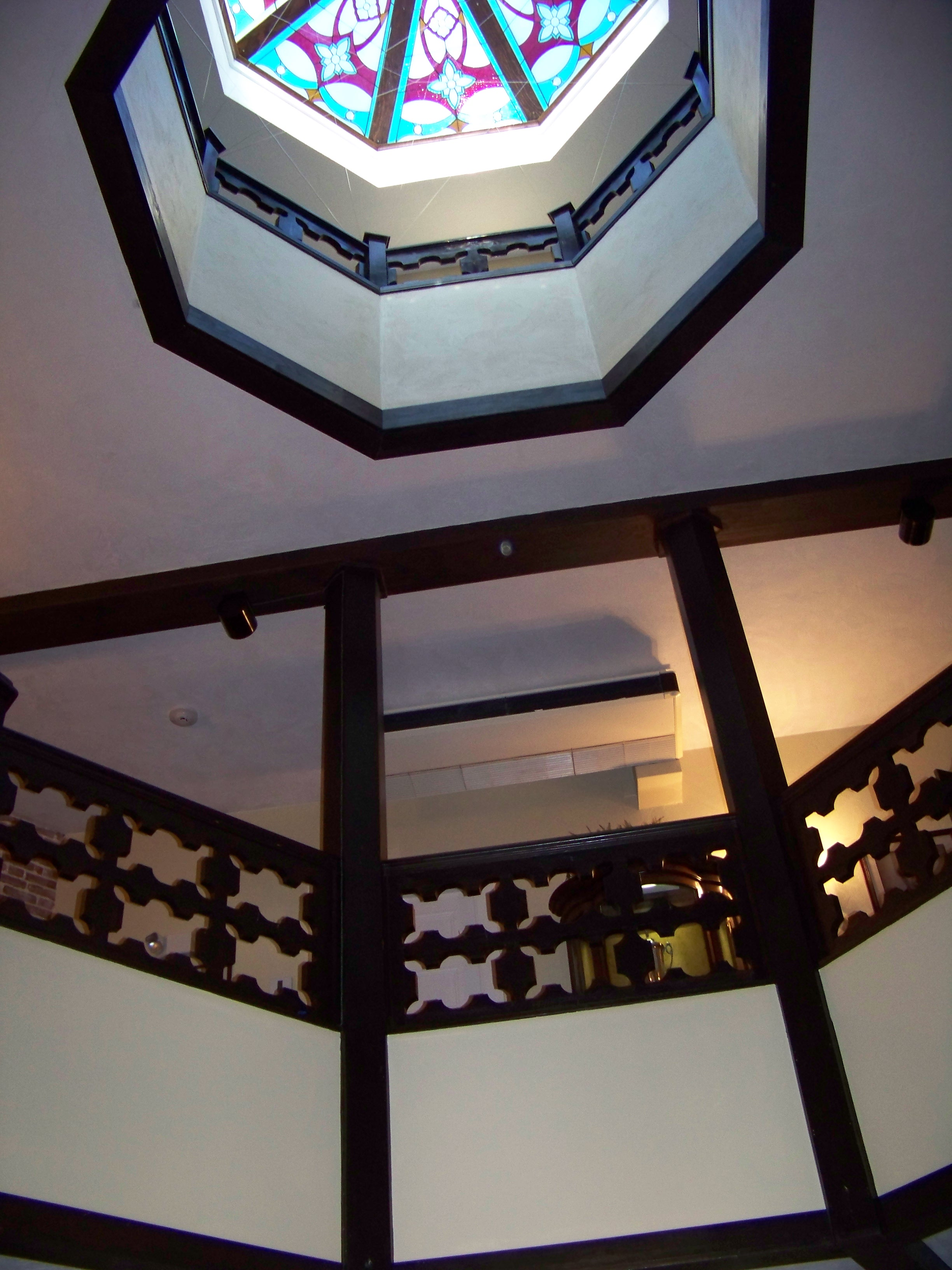
Tercer nivel
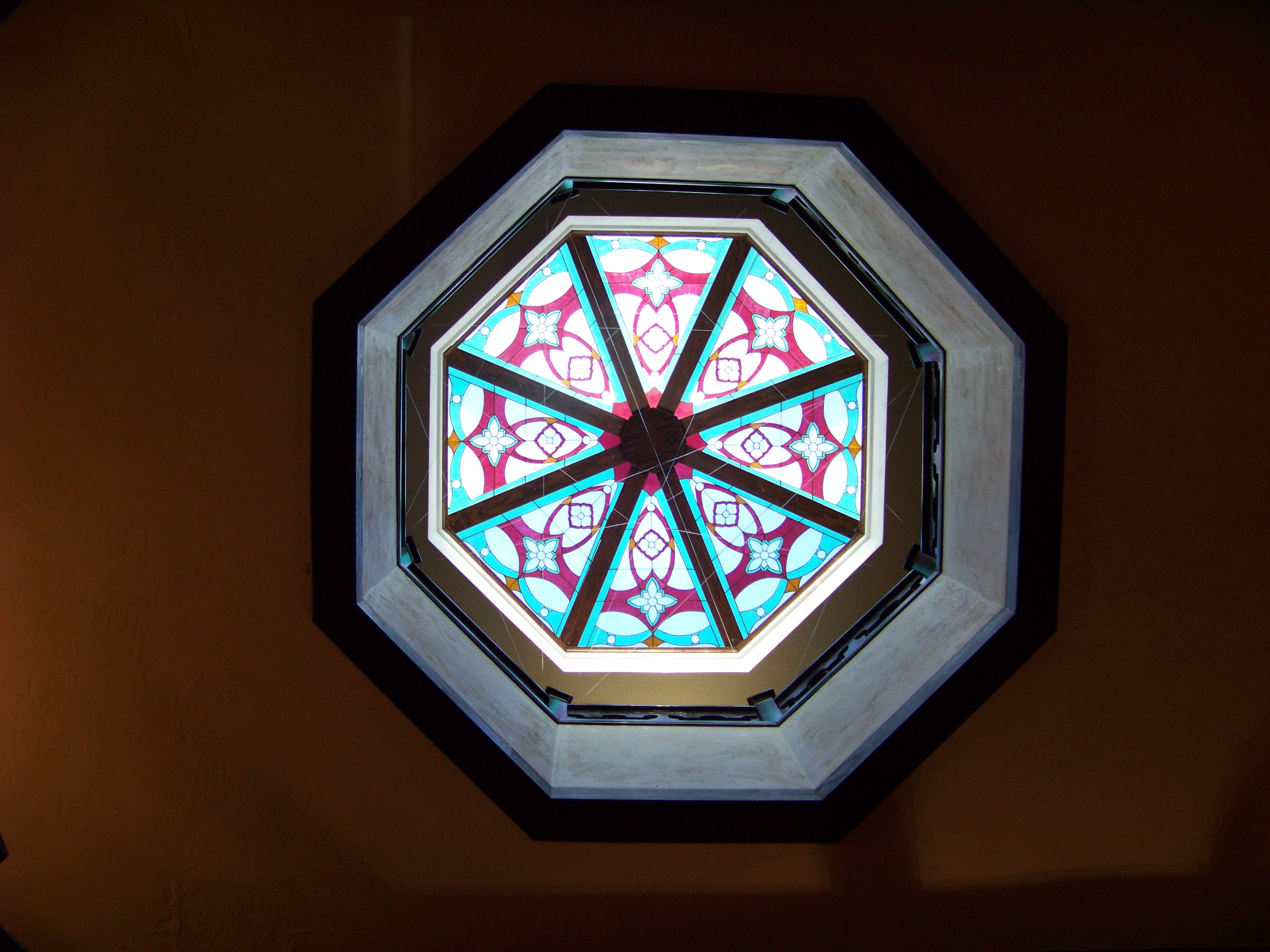
Tragaluz con vitrales